# 嵯峨 (砲艦)
嵯峨（さが）は、日本海軍の砲艦。
艦名は京都西部の名勝地「嵯峨」による。

## 概要
日露戦争後の中南支方面の警備に当たる大型河用砲艦として「宇治」が建造されたが、1隻だけで不充分であり、
1912年 (明治45年/大正元年)に本艦が建造された。
「宇治」で不満があった居住性と兵装や速力を改善し、またある程度の旗艦任務をこなせるように設計された。
純粋な河用砲艦と異なり、沿岸部を警備できるようある程度の航洋性を備えた艦としていた。
1931年 (昭和6年) 以降は「宇治」と交代して中南支沿岸の警備任務についた。
太平洋戦争開戦時には艦齢30年近くになっており、参加艦艇ではもっとも老齢な艦の1隻だった。

## 艦型
居住性を得るために乾舷が高い船首楼型の船体とし、
2本マスト1本煙突、艦首旗竿付近に無線マストも装備する。
通信能力向上のためにメイン・マストは背が非常に高くなっている。

### 機関
機関は佐世保海軍工廠で製造された。
ボイラーは艦本式缶2基、蒸気圧力は計画で180 psi (13 kg/cm2)。
主機は直立3気筒3段レシプロ 2基。
直径は高圧筒15+1⁄2 in (390 mm)、中圧筒25 in (640 mm)、低圧筒39+1⁄2 in (1,000 mm)、行程は18 in (460 mm)。
推進は2軸。
回転数は計画265 rpm、出力は計画1,600馬力。

### 兵装
竣工時の砲熕兵装は
- 40口径4.7インチ(12cm)砲 1門[14]
- 40口径3インチ砲 3門[14]
- 麻式6.5mm機砲 3挺[15] (#機銃装備も参照)

4.7インチ砲は船首楼上に、3インチ砲は中央両舷に各1門と後部上甲板上に1門装備した。

### 公試成績
| 実施日         | 種類                | 排水量 | 回転数    | 出力      | 速力         | 場所       | 備考          | 出典   |
| -------------- | ------------------- | ------ | --------- | --------- | ------------ | ---------- | ------------- | ------ |
| 1912年10月22日 | 全力、2時間航続     |        | 281 rpm   | 1,891馬力 | 17.1ノット   | 佐世保港外 | 第1回公試運転 | [ 19 ] |
| 1912年10月24日 | 8/10、6時間航続     |        | 248.8 rpm | 1,258馬力 | 15.4ノット   | 佐世保港外 | 第2回公試運転 | [ 20 ] |
| 1912年10月25日 | 10ノット、2時間航続 |        | 155.5 rpm | 306馬力   | 10.35ノット  | 佐世保港外 | 第3回公試運転 | [ 21 ] |
| 1912年10月28日 | 6/10、2時間航続     |        | 225 rpm   | 951馬力   | 14.117ノット | 佐世保港外 | 第4回公試運転 | [ 22 ] |

## 艦型の変遷
1937年 (昭和12年) 頃にマストの高さは低められた。
またこの頃の写真には艦首の無線マストが見られない。

### 兵装の変遷
『戦史叢書 第31巻 海軍軍戦備1』の附表「艦艇要目等一覧表」に記載の兵装は以下の通り。
- 1920年 (大正9年) 時:40口径四一式12cm砲 1門、40口径四一式8cm砲 3門、陸式機砲 1挺、麻式6.5mm機砲 3挺、探照灯 1基
- 1923年 (大正12年) 時:1920年時と同じ[24]

1929年 (昭和4年) に8cm砲を8cm高角砲に換装した。
- 1931年 (昭和6年) 時:40口径四一式12cm砲 1門、40口径四一式8cm高角砲 3門、留式機銃 2挺、三年式機銃 4挺、探照灯 1基[12]

1932年 (昭和7年) の上海事変後に高角砲が換装された。
- 1938年 (昭和13年) 時:40口径四一式12cm砲 1門、三年式8cm高角砲 3門、留式7.7mm機銃 2挺、三年式機銃 4挺、11mm軽機銃 1挺、探照灯 1基[26]

## 艦歴

### 建造
建造計画の整理により明治44年度(1911年度)から始まった「軍備補充費」予算の中から、差し繰り支弁によって建造された。
1911年 (明治44年) 6月27日、佐世保鎮守府あてに砲艦1隻(785トン砲艦)を佐世保海軍工廠で製造するよう、訓令が出された。
明治44年度起工、明治45年度竣工とされ、船体、機械及備品費として401,600円の予算とされた。
785トン砲艦は1912年 (明治45年) 1月17日に起工した。
竣工予定は10月31日であったが、6月の時点でイギリスでのストライキの影響で輸入する冷却機械などの到着が遅延しており、竣工予定は12月31日に延期された。
同年(大正元年)9月27日、785トン砲艦は「嵯峨」と命名され、
二等砲艦に類別、
「嵯峨」は午前8時30分に進水した。
工事は順調に進行しており、竣工予定は一旦10月31日に戻ったが、
公試運転の遅れなどにより、再び11月18日に竣工予定が延期された。
「嵯峨」は11月8日に竣工した。

### 機銃装備
麻式機砲3挺は輸入品の到着が遅れて竣工に間に合っておらず、「薩摩」装備の機銃3挺を「嵯峨」に載せ替え、輸入品は到着次第「薩摩」に搭載することになった。
残工事(機銃の搭載など)は11月16日午後3時に完了した。

### 南清警備
「嵯峨」は竣工当日(1912年11月8日)に第三艦隊へ編入された。
残工事完了の翌日(17日)に上海へ向け佐世保を出港し、
一旦玉之浦に寄港した。
11月20日に玉之浦を出港し、南清警備任務に従事した。
1914年 (大正3年) 4月15日に「嵯峨」は佐世保軍港に一時帰国した。
6月10日に玉之浦を出港し、支那での警備に向かった。

### 第一次世界大戦
8月23日に日本はドイツへ宣戦布告(第一次世界大戦に参戦)、
中華民国は中立を宣言していたため「嵯峨」らは上海から馬公へ移動し、ここを拠点として、
警備任務に従事した。
8月29日「最上」「淀」「宇治」「嵯峨」の4隻は第三艦隊から除かれ、第二艦隊へ編入、
以後「嵯峨」は青島方面で活動した。
1915年 (大正4年) 1月31日大恩山島に帰国した。
12月13日に日本海軍は改めて艦隊を編成し、
この時に「嵯峨」は艦隊から除かれた。

### 支那方面警備
1916年 (大正5年) 
3月30日玉之浦を出港し、翌4月1日より中国での警備任務に従事した。
4月4日馬公着、4月8日馬公を出港した。
6月8日「嵯峨」は馬公に一時帰国した。
7月7日馬公を出港した。
10月23日馬公に帰国した。
1917年 (大正6年) に中国が参戦したため、翌1918年 (大正7年) 2月に「嵯峨」は第三艦隊に編入、第七戦隊の旗艦となった。
2月9日富江を出港し、
上海から漢口に進出、
同地で警備任務に従事した。
8月10日「千代田」「宇治」「嵯峨」「鳥羽」「伏見」「隅田」で遣支艦隊が新編された。
1919年 (大正8年) 
8月9日遣支艦隊が廃止され、
同日第一遣外艦隊を編成、
同日「須磨」「淀」「宇治」「嵯峨」「鳥羽」「伏見」「隅田」、
第九駆逐隊が編入された。
1920年 (大正9年) 
4月9日寺島水道に一時帰国、
5月9日に富江を出港し、支那での警備任務を再開した。
1921年 (大正10年) 
4月9日佐世保に一時帰国した。
5月12日佐世保を出港し、中国での警備任務を再開した。
1922年 (大正11年) 
4月7日佐世保に一時帰国した。
5月4日佐世保を出港し、中国での警備任務を再開した。
8月10日佐世保に一時帰国した。
8月29日佐世保を出港し、中国での警備(外国鎮戍)任務を再開した。
1923年 (大正12年) 
11月28日佐世保に帰国、
12月1日第一遣外艦隊から除かれた。
1924年 (大正13年) 
5月4日佐世保を出港し、中国での警備に従事した。
9月25日第一遣外艦隊に編入された。
1925年 (大正15年) 
3月8日佐世保に帰国した。
4月17日佐世保を出港し、揚子江流域での警備に従事した。
(昭和元年) 
9月19日長崎港に帰国した。
9月23日長崎を出港、揚子江流域での警備に従事した。
1927年 (昭和2年) 
の漢口事件では陸戦隊を派遣した。
1929年 (昭和4年) 
6月16日、佐世保に帰国した。
7月8日、佐世保を出港、揚子江流域の警備に従事した。
1931年 (昭和6年) 
5月18日佐世保に帰国した。
6月21日馬公に到着、以後台湾在勤となった。
6月23日馬公を出港し、香港方面の警備に従事した。
9月15日第一遣外艦隊から除かれた。
1932年 (昭和7年) 
5月6日馬公に帰国した。
5月30日馬公を出港した。
1933年 (昭和8年) 
4月30日馬公に帰国した。
5月28日馬公を出港し、広東方面の警備に従事した。
1934年 (昭和9年) 
5月4日馬公に帰国した。
6月2日馬公を出港し、油頭方面の警備に従事した。
11月15日第三艦隊に編入された。
1936年 (昭和11年) 
の北海事件では現地調査を行った。

### 日中戦争
揚子江遡航作戦中の1938年 (昭和13年) 9月8日、九江上流で触雷した。

### 太平洋戦争
開戦時は第二遣支艦隊第15戦隊に所属、
1941年 (昭和16年) 12月、香港攻略作戦参加。
以後香港を拠点に活動。
1942年 (昭和17年) 7月に第二遣支艦隊附属となった。
1943年 (昭和18年) 4月に支那方面艦隊附属となった。
9月26日、香港港外にて触雷沈没(あるいは中破)、その後浮揚し香港で修理を行った。
1945年 (昭和20年) 1月22日、修理中に爆撃により大破着底、艦は放棄された。
3月10日除籍。

## 歴代艦長
※脚注なき限り『日本海軍史』第9巻・第10巻の「将官履歴」および『官報』に基づく。
- 菅沼周次郎 少佐：1912年10月19日 - 1913年12月1日
- 横地錠二 少佐：1913年12月1日 - 1914年9月7日
- 石川庄一郎 少佐：不詳 - 1915年5月26日[56]
- 黒田勇吉 少佐：1915年5月26日[56] - 1916年12月1日
- 江守久 少佐：1916年12月1日 -
- 太田浄信 少佐：1917年12月1日[57] -
- 波川正三郎 少佐：1918年12月1日[58] -
- 梅田三良 少佐：1919年12月1日[59] - 1921年4月12日[60]
- 片山登 中佐：1921年4月12日[60] - 1922年12月1日[61]
- 高鍋三吉 中佐：1922年12月1日[61] - 1924年7月1日[62]
- （兼）福井愛助 中佐：1924年7月1日[62] - 1924年9月10日[63]
- 柴田源一 少佐：1924年9月10日[63] - 1926年3月20日[64]
- 南雲忠一 中佐：1926年3月20日 - 1926年10月15日
- 鈴木幸三 中佐：1926年10月15日 - 1927年11月15日
- 柳原信男 中佐：1927年11月15日[65] - 1928年10月20日[66]
- 熊沢舛蔵 中佐：1928年10月20日[66] - 1930年11月1日[67]
- 畠山耕一郎 中佐：1930年11月1日 - 1932年5月20日
- 中原三郎 中佐：1932年5月20日[68] - 1933年1月17日
- 原田亀 中佐：1933年1月17日 - 1935年3月1日
- 鹿岡円平 少佐：1935年3月1日 - 1935年10月15日
- 宮坂義登 少佐/中佐：1935年10月15日[69] - 1936年12月1日[70]
- 瀬戸喜久太 少佐：1936年12月1日[70] - 1937年12月1日[71]
- 上野正雄 中佐/大佐：1937年12月1日 - 1938年12月15日
- 大石保 中佐：1938年12月15日 - 1939年10月20日
- 緒方勉 中佐：1939年10月20日 - 1939年11月10日
- 土井申二 中佐：1939年11月10日[72] - 1940年11月15日[73]
- 濱野元一 中佐：1940年11月15日[73] - 1941年7月31日[74]
- 小林一 中佐：1941年7月31日 - 1942年9月1日
- 丹野雄三 少佐/中佐：1942年9月1日[75] - 1944年10月1日[76]、以後砲艦長の発令はない。

## 艦船符号

### 信号符字
旗旒信号などに使用される。
- GQFT(1912年9月27日-)[77]、